# Assurance fou risque
Pour plus de détails, voir Fiche technique et Distribution.
Assurance fou risque (Fool Coverage) est un cartoon, réalisé par Robert McKimson et sorti en 1952, qui met en scène Porky Pig et Daffy Duck.

## Fiche technique
- Titre : Assurance fou risque
- Titre original : Fool Coverage
- Réalisation : Robert McKimson
- Scénario : Tedd Pierce
- Musique : Carl W. Stalling
- Montage : Treg Brown
- Production : Edward Selzer
- Société de production : Warner Bros. Cartoon Studios
- Société de distribution : Warner Bros. (États-Unis)
- Pays :  États-Unis
- Genre : Animation et comédie
- Durée : 7 minutes
- Dates de sortie : 
  -  États-Unis : 13 décembre 1952

## Distribution

### Voix originales
Sauf indication contraire, les informations mentionnées dans cette section peuvent être confirmées par les bases de données cinématographiques  présentes dans la section « Liens externes ».
- Mel Blanc : Daffy Duck et Porky Pig

### Voix françaises
- Patrick Guillemin : Daffy Duck
- Michel Mella : Porky Pig
- Michel Vigné : narration en voix-off